# Qui Nguyen
Qui Nguyen (Saigon, 1977) é um jogador profissional de pôquer originário do Vietnã e residente nos Estados Unidos. Nguyen foi campeão do Evento Principal da Série Mundial de Pôquer em 2016, conquistando um prêmio de US$ 8.005.310,00.

## Braceletes na Série Mundial de Pôquer
| Ano  | Preço de Inscrição (Buy-in) | Evento                              | Prêmio (US$) |
| ---- | --------------------------- | ----------------------------------- | ------------ |
| 2016 | $10,000                     | No Limit Hold'em World Championship | $8,005,310   |